# 陳瑞祺（喇沙）小學
陳瑞祺（喇沙）小學（英語：Chan Sui Ki (La Salle) Primary School），簡稱CSKPS，是香港一所位於香港九龍何文田常盛街22號的全日制小學
，是喇沙會在港開辦的第三所小學， 亦是香港喇沙會屬下唯一男女小學，成立於1973年。
2023年，陳瑞祺（喇沙）小學建校五十周年金禧校慶，並於2月11日舉行開放日。

## 校政管理

### 歷任校監
- 賀文 修士[8]
- 余娟安 女士
- 古永康 先生

歷任校長

#### 上午校
- 王蘇麗芳 女士[9]
- 沈麗君 女士[10]
- 余娟安 女士[8]

#### 下午校
- 鍾萃儀 女士[10]
- 吳淑卿 女士[8]
- 呂浩華 先生

#### 全日
- 余娟安 女士
- 呂浩華 先生
- 鄔淑賢 女士
- 謝澤樹 先生

現任副校長
- 楊景城 先生
- 黃志鴻 先生
- 鍾嘉文 先生

## 辦學宗旨
秉承喇沙修士會以「信德、熱誠、團體」為依歸，為學生提供人文及基督教育，並且特別照顧那些貧窮及有需要的學生。

## 歷史

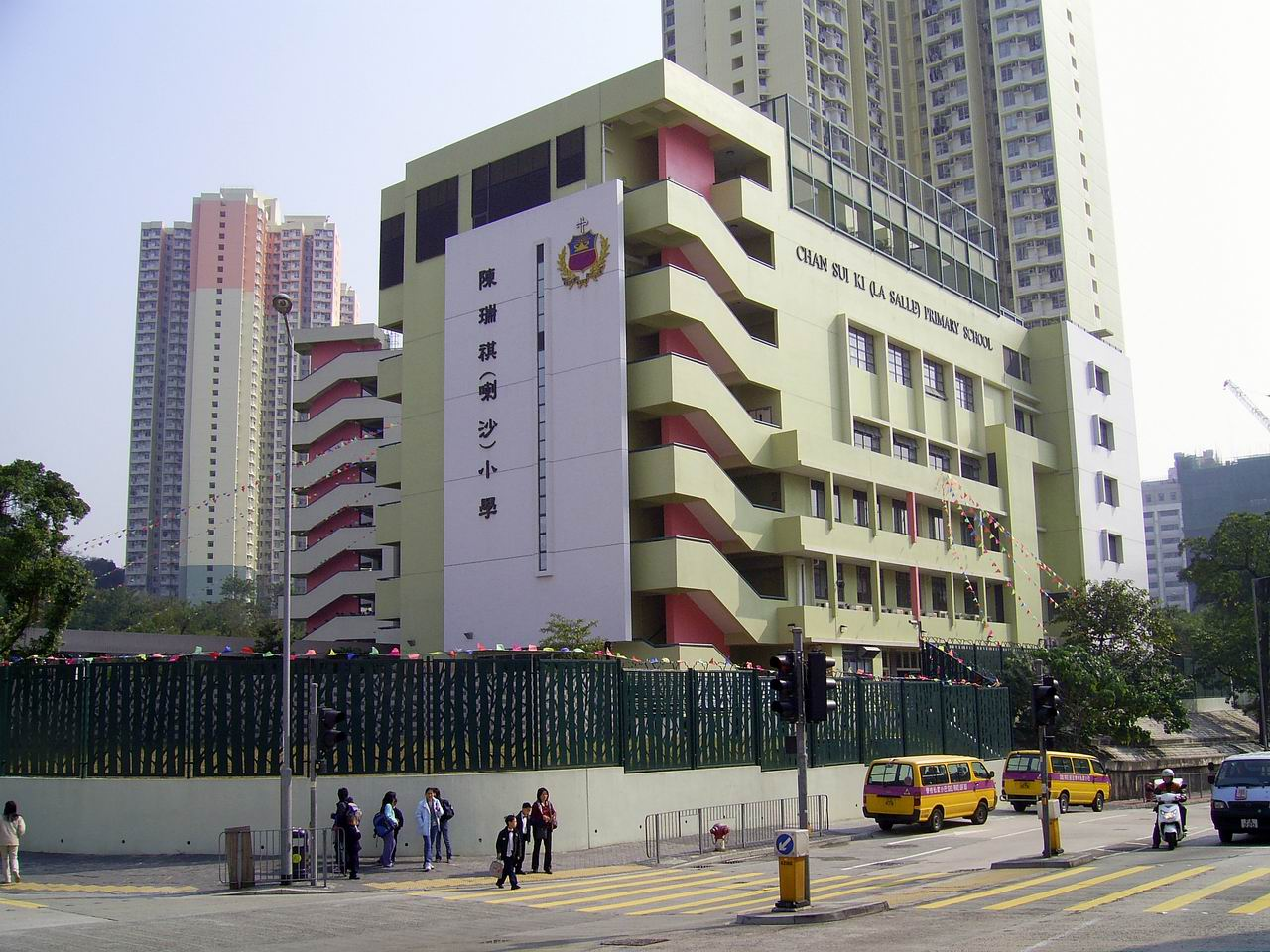
陳瑞祺（喇沙）小學校舍

1972年，新建成的何文田邨有兩所全新的小學校舍，當時的教育司署將一所校舍受於喇沙會。但喇沙會需要支付學校一切的設備費用。所需的金額相當可觀。接著已故食米批發商陳瑞祺先生的家庭成員，願意提供一切學校的設備，以記念其父親陳瑞祺先生。所以喇沙會接受他們的要求，便將學校的名稱登記為陳瑞祺小學（Chan Sui Ki Primary School）。在最初開學年度（1973-1974），學校有一共2000名學生。創辦最初33年，學校實施半日制，上午校為二、五、六年級，下午校則為一、三、四年級。
2001年，何文田邨拆卸重建，獲教育統籌局原區分配新校舍。校方便將上下午班合併，轉換成一所全日制學校。新校舍（前何文田邨第四座的位置）於2006年9月啟用，原有的舊校舍則於2009年完成清拆，2017年該址重建為皓畋第二座。
搬入新校舍後，學校更名為陳瑞祺（喇沙）小學（Chan Sui Ki（La Salle）Primary School）。

## 創辦人
賀文修士（Bro. Fenton, Herman）已故（1913-2009）。1913年4月愛爾蘭出生。曾任教於喇沙書院（1947年至1969年）。1965年，他成為第一位喇沙夜校（La Salle Evening School）校長，賀文修士於1968年在何文田開始興建新校。於1969年將喇沙夜校遷入位於何文田常和街的新校舍，易名 陳瑞祺（喇沙）書院（Chan Sui Ki (La Salle) College），改為日校。並於1973年創辨陳瑞祺小學（Chan Sui Ki Primary School）。
賀文修士一生共創辨了三所學校：喇沙夜校、陳瑞祺（喇沙）書院和陳瑞祺（喇沙）小學。

## 校歌
English Version
  We have courage, We have daring, Full of manliness and will;

Spirits nought for danger caring, Hearts to conquer every ill.

We are children of La Salle everyone, And no matter where we go,

High aloft her flag we will hold, And strive that her fame may grow.

中文版

勇氣長存不怕危困，立定志向不畏難

同心協力齊步向前，征服一切險和艱

本著喇沙學子的精神，無論我身處何方

必把我校旗幟高揚，竭力為我校爭光

## 校園設施
校舍樓高7層，設有3樓禮堂、英語活動室、跑道、輔導室、小劇場、校園電視台（CSKTV）、CSKTV控制室、聖母像、6/F籃球場、活動室、電腦輔助教學室、創世紀壁畫、喇沙壁畫、常識室、地下籃球場、視藝室、有蓋操場、溫室、聖經金句廊、種植區、小陽台花園、微風力發電機、舞台化妝室、醫療室、小組教學室、小聖堂、太陽能光伏板、飯堂、圖書館、課室30間。全部課室均設有儲物櫃、圖書櫃及中央廣播系統設備。

## 校徽
十字架

表示陳瑞祺（喇沙）小學是一所信奉天主教的學校，是天主的追隨者；要以祂的行實和教訓去教導學生。
月桂葉

在希臘首次用作奧運會優勝者的冠冕。綠色的桂冠比黃金更寶貴，而個人的榮譽和誠信也並不是黃金所能買到的。
明燈

1.明燈代表宗教或信仰的知識，是引進天堂的道路；

2.也代表現代的知識，能幫助學生謀生並致力貢獻社會。
袖章

是忠實服務和勇敢作戰的象徵。學生要有這份勇氣去對抗邪惡，維護正義。
設計

陳瑞祺的校徽設計 ，書院與小學是一致的。
校訓

“Laus Deo Semper” 意思是“永遠讚美上主”。

## 班級架構
全校共有30班，一至六年級各有5班，平均每班31人

## 交通

### 何文田巴士總站

#### 巴士
- 8         九龍站 ↔ 尖沙咀碼頭

- 7B       紅磡(紅鸞道) ↔ 樂富
- 18       長沙灣(深旺道) ↔ 愛民(循環線)
- 109     何文田 ↔ 中環(港澳碼頭)

#### 專綫小巴
- 8         尖沙咀(漢口道) ↔ 何文田邨
- 8M      何文田站(B2出口) ↔ 何文田邨

#### 非專綫小巴
- 何文田邨 ↔ 旺角(花園街)

### 何文田邨景文樓

#### 巴士
- 17       觀塘(裕民坊) ↔ 何文田(愛民邨)

#### 專綫小巴
- 28M    偉恒昌新邨 ↔ 旺角站

## 著名/傑出校友
- 苑瓊丹：香港著名藝人（1976年）[註 1]
- 陳岳鵬：前香港政制及內地事務局副局長（1994年）
- 溫健儀：前香港田徑代表隊成員，多項香港田徑紀錄保持者
- 陳美儀：中華基督教會基道中學校長
- 譚淇淇：香港女藝人（2003年上午校）
- 陳亮均：前無綫電視新聞記者
- 黃元山：香港銀行界人士，前投資銀行董事總經理
- 潘志謙：商業電台新聞及公共事務總採訪主任、新聞行政人員協會執委會成員
- 周奕瑋：香港男藝人
- 邱芷微：香港女藝人
- 黃獎：香港作家、水墨畫家及廣告創作人
- 謝芊彤：香港女歌手 （1996年至1997年一年級）

## 外部連結
- 陳瑞祺（喇沙）小學 （页面存档备份，存于）
- 喇沙小學 （页面存档备份，存于）
- 香港喇沙會 （页面存档备份，存于）
- 喇沙修士會 （页面存档备份，存于）